# هانس هرمان هپه
هانس هرمان هُپه (آلمانی: [ˈhɔpə]; متولد سپتامبر، ۱۹۴۹) اقتصاددان سرشناس مکتب اتریش و فیلسوف لیبرترین آنارکو-کاپیتالیست است،
او استاد بازنشسته دانشگاه نوادا، لاس وگاس و مؤلف آثار بحث‌برانگیز بسیاری است که به ۲۲ زبان ترجمه شده‌است. او اکنون با همسرش در استانبول، ترکیه زندگی می‌کند.

## حرفه دانشگاهی
او وارد دانشگاه زاربروکن و دانشگاه ولفگانگ گوته فرانکفورت آم ماین شد و فلسفه جامعه‌شناسی تاریخ و اقتصاد خواند. تحصیلات دکترای او با اندیشه مارکسیست به سرپرستی یورگن هابرماس، فیلسوف مکتب فرانکفورت شروع شد. او به هر روی سریعاً از ادامه آن منصرف شد، بخشی به دلیل قرار گرفتن تحت تأثیر اویگن بوم فن باورک و نقد او از مارکسیسم.
او در ۱۹۸۶ از آلمان به ایالات متحده آمریکا رفت تا نزد موری راتبارد تحصیل کند.

## نظرات درباره دموکراسی
او در سال ۲۰۰۱ کتاب بحث برانگیز دموکراسی؛ خدایی که شکست خورد را منتشر کرد.وی در این کتاب دموکراسی را مایه انحطاط تمدن بشریت می داند. هرمان هوپ در مقابل سیستم دموکراسی، «تمرکززدایی دولت و آزادی کامل قرارداد، تجارت و مهاجرت» را پیشنهاد می دهد. او در ادامه پیشنهاد خودش مدعی می شود که بر اساس مطالعات حقوق اقتصادی، حکومت های پادشاهی، آزادی فردی را بیشتر و موثرتر از دموکراسی حفظ می‌کنند.